# Ellen MacArthur
Dame Ellen Patricia MacArthur, DBE (født 8. juli 1976) er en tidligere engelsk sejler, fra Whatstandwell i Derbyshire. Er nu bosat i Cowes på Isle of Wight.
MacArthur er en succesfuld solo-langdistance-havkapsejladsudøver. Den 7. februar 2005 slog hun rekorden for den (indtil da) hurtigste solo-jordomsejling, en bedrift hun vandt stor international anerkendelse for. Francis Joyon, franskmanden der havde den tidlige rekord, generobrede titlen i starten af 2008 Efter at have trukket sig tilbage fra den professionelle del af sporten den 2. september 2010, annoncerede hun oprettelsen af Ellen MacArthur Fonden.

## Opvækst
MacArthur der var født og opvokset i Derbyshire sammen med sine forældre og to brødre, fik sine første oplevelser med sejling i hendes tantes båd ved østkysten af England. MacArthur sparede sine skolefrokostpenge op, så hun kunne købe sin første båd – en otte-fods Dinghy. Hun fik arbejde på sejlskolen Kingston upon Hull. Da hun var 17 år, købte MacArthur en Corribee og navngav den Iduna; hun beskrev den første gang hun så den, som "kærlighed ved første blik". I 1995 sejlede hun alene Iduna hele vejen rundt om Storbritannien.
I 1997 gennemførte hun som nr. 17, Mini Transat, en solo transatlantisk havkapsejlads. Dette gjorde hun efter selv at have rigget sin 21 ft (6.4 m) Classe Mini yacht Le Poisson mens hun boede på et fransk bådværft.

## Professionel karriere
I 2001 oplevede MacArthur sin første store berømmelse, da hun blev nr. 2 i solo havkapsejladsen Vendée Globe. Efterfølgende blev hun tildelt "Member of the Order of the British Empire" for hendes bedrifter og indsatser inden for sporten.
I 2003 var hun skipper på et rundt om jorden rekord forsøg, på en båd (Kingfisher 2) med besætning. Men en ødelagt mast undervejs i Sydhavet, forhindrede dem i at fuldføre.
Hun fik specialbygget en trimaran i Australien, designet alene til at slå diverse solo rekorder. Båden var designet med henblik på hendes relative lille højde. Med denne båd forsøgte hun at lave hendes første signifikante rekordforsøg i vest-øst transatlantisk sejlads. Hun missede dog rekorden med 1 time og 3 kvarter, efter syv dages sejlads.
Den 28. november 2004 stævnede hun ud i forsøget på at slå rekorden for en non-stop sejlads Jorden rundt. Undervejs satte hun rekorden for den hurtigse solosejlads til Ækvator, syd om Kap det gode håb, rundt om Antarktis, syd om Kap Horn og tilbage forbi Ækvator igen. Den 7. februar 2005 krydsede hun mållinjen nær den franske kyst tæt ved Ushant efter en distance på 27.354 sømil ≈ 50.660 km. Dermed satte hun ny rekord i tiden 71 dage, 14 timer, 18 min og 33 sek. svarende til en gennemsnitsfart på 15.9 knob (29,4 km/t).
I oktober 2009 annoncerede MacArthur sin intention om at trække sig tilbage fra konkurrencedelen af sporten for at engagere sig i emner som ressource- og energiforbrug i den globale økonomi.

## Udmærkelser
- Hun blev i 1998 udnævnt af British Telecom/Royal Yachting Association til "Yachtsman of The Year" i UK og til "Sailing's Young Hope" i Frankrig.
- Den 8. februar 2005, efter at være returneret til England, blev det annonceret at hun ville blive udnævnt Dame Commander of the Order of the British Empire (DBE) som en anerkendelse af hendes bedrifter.[5]
- MacArthur blev samtidigt givet titlen Honorary Lieutenant Commander, Royal Naval Reserve.
- Den 5. november 2007 optages MacArthur i International Sailing Federation (ISAF)s Hall of fame
- Asteroiden (20043) Ellenmacarthur er opkaldt efter hende.[6]